# Hypotrachyna exsecta
Hypotrachyna exsecta är en lavart som först beskrevs av Taylor, och fick sitt nu gällande namn av Hale. Hypotrachyna exsecta ingår i släktet Hypotrachyna och familjen Parmeliaceae.   Inga underarter finns listade i Catalogue of Life.